# Gorge (mitologia)
Na mitologia grega, Gorge (em grego clássico: Γόργη, vem do adjetivo gorgos, "terrível" ou "horrível") pode se referir a:
- Gorge, uma princesa líbia e uma das Danaides, filhas do Rei Dánao, irmão de Egipto. Sua mãe era uma das hamadríades, Atlanteia ou Febe e, portanto, provavelmente irmã de Hipodâmia, Ródia, Cleópatra, Astéria, Filodâmia, Glauce, Hipomedusa, Ifimedusa e Rode. Ela se casou e assassinou Hipótoo, filho de Egipto .[2]
- Gorge, uma princesa da Calidônia e filha do Rei Eneu e Alteia, filha do Rei Téstio.[3] Ela era irmã de Dejanira, Meléagro, Toxeu, Clímeno, Perifante, Agelau, Tireu (ou Fereu/ Feres), Eurímede e Melanipe.[4] Gorge casou-se com Andrémon e tornou-se mãe de um filho, Toas, que liderou o contingente etólio dos gregos na Guerra de Troia.[5] Ártemis transformou suas irmãs em pássaros por causa do luto constante pela morte de seu irmão Meleágro, mas poupou Gorge e Dejanira.[6] Apolodoro diz que ela era a mãe de Tideu por seu próprio pai Eneu, porque " Zeus quis que Eneu se apaixonasse por sua própria filha".[7]
- Gorge, uma mulher de Lemnos que matou Élimo na noite em que as mulheres lemnianas mataram seus homens.[8]
- Gorge, uma Mênade na comitiva de Dionísio durante sua campanha na Índia.[9]
- Gorge, filha de Megareu e esposa de Corinto, o fundador da cidade homônima. Assim que foi informada do assassinato de seus filhos, Gorge caiu num lago e se afogou. Desde então este lago foi denominado Gorgópis.[10]